# Echizen, Fukui
Echizen (越前市 Echizen-shi) (Hán Việt: Việt Tiền) là một thành phố thuộc tỉnh Fukui, Nhật Bản.